# Филип Ернст фон Глайхен
Филип Ернст фон Глайхен (на немски: Philipp Ernst von Gleichen; * 4 октомври 1561; † 18 ноември 1619) е граф на Глайхен, господар на Шпигелберг-Пирмонт (1576), в Тона, Бланкенхайн и Глайхен (1578), в Еренщайн/Ордруф (1610).

## Биография
Той син на граф Георг фон Глайхен-Тона (1509 – 1570) и втората му съпруга Валдбург фон Шпигелберг (ок. 1521 – 1599), дъщеря на граф Фридрих фон Шпигелберг-Пирмонт († 1537) и Анна фон Хонщайн († 1537).
Филип Ернст се жени на 7 март 1587 г. в Лангенбург за графиня Анна Агнес фон Хоенлое-Вайкерсхайм (* 2 септември 1568; † 8 септември 1616), дъщеря на граф Волфганг фон Хоенлое-Вайкерсхайм и графиня Магдалена фон Насау-Диленбург, сестра на Вилхелм Орански. Тя умира на 8 септември 1616 г. на 48 години и е погребана в Ордруф. Бракът е бездетен.
Той умира на 18 ноември 1619 г. на 58 години и е погребан 1620 г. в Ордруф.

## Галерия
- Замък Глайхен
- Дворец Ордруф (2011)